# Association Sportive de Saint-Étienne 1990-1991
Questa voce raccoglie le informazioni riguardanti l'Associaton Sportive de Saint-Étienne nelle competizioni ufficiali della stagione 1990-1991.

## Maglie e sponsor
Lo sponsor tecnico per la stagione 1990-1991 è Puma mentre lo sponsor ufficiale è Casino, presente sia sulla maglia sia sui calzoncini. Vengono confermati i motivi delle maglie introdotti nella stagione precedente.
| Manica sinistra · Maglietta · Maglietta · Manica destra · Pantaloncini · Calzettoni |

## Rosa
| N. |                      | Ruolo | Calciatore             |
| -- | -------------------- | ----- | ---------------------- |
|    | Francia (bandiera)   | P     | Jean-Pascal Beaufreton |
|    | Francia (bandiera)   | P     | Gilbert Ceccarelli     |
|    | Francia (bandiera)   | D     | Philippe Cuervo        |
|    | Francia (bandiera)   | D     | Jean-Pierre Cyprien    |
|    | Francia (bandiera)   | D     | Christophe Deguerville |
|    | Francia (bandiera)   | D     | Thierry Gros           |
|    | Francia (bandiera)   | D     | Sylvain Kastendeuch    |
|    | Francia (bandiera)   | D     | Thierry Laurey         |
|    | Francia (bandiera)   | D     | Jean-Philippe Primard  |
|    | Danimarca (bandiera) | D     | John Sivebæk           |
|    | Francia (bandiera)   | D     | David Brockers         |
|    | Francia (bandiera)   | D     | Guy Clavelloux         |

| N. |                           | Ruolo | Calciatore         |
| -- | ------------------------- | ----- | ------------------ |
|    | Francia (bandiera)        | C     | Thierry Courault   |
|    | Francia (bandiera)        | C     | Loïc Lambert       |
|    | Francia (bandiera)        | C     | Bernard Mendy      |
|    | Cecoslovacchia (bandiera) | C     | Ľubomír Moravčík   |
|    | Camerun (bandiera)        | C     | Jean-Claude Pagal  |
|    | Francia (bandiera)        | C     | Yvon Pouliquen     |
|    | Guinea (bandiera)         | A     | Titi Camara        |
|    | Francia (bandiera)        | A     | Dominique Corroyer |
|    | Francia (bandiera)        | A     | Étienne Mendy      |
|    | Francia (bandiera)        | A     | Philippe Tibeuf    |
|    | Paesi Bassi (bandiera)    | A     | Rob Witschge       |